# 740 a.C.

## Eventos
- Décima olimpíada; Dotades da Messênia foi o vencedor do estádio.[1]
- Alcâmenes é eleito rei de Esparta, reinou até 700 a.C ano da sua morte, pertenceu à Dinastia ágida.[2]
- Faceia, filho de Romelias, sucede Faceias e se torna rei em Israel e Samaria durante o período que vai de 740 a.C. até 731 a. C.

## Mortes
- Teleclo rei de Esparta desde 760 a.C.. Pertenceu à Dinastia Ágida.[2]
- Uzias rei de Judá faleceu de lepra, por castigo em oferecer incenso no lugar do Sumo Sacerdote, coisa esta que não era permitida. (Fonte: Dicionário Ilustrado da Bíblia - Editora Vida Nova.